# 阿塔瓦爾帕縣
2°54′S 78°56′W / 2.900°S 78.933°W
阿塔瓦爾帕縣（西班牙語：Cantón Atahualpa），是厄瓜多爾的縣份，位於該國南部，由埃爾奧羅省負責管轄，始建於1533年，主要經濟活動有畜牧業、農業、奶品工業和採礦業，2001年人口5,479。